# Gran Premio Industria e Commercio di Prato 1954
Il Gran Premio Industria e Commercio di Prato 1954, nona edizione della corsa, si svolse l'8 settembre 1954 su un percorso di 208 km, con partenza e arrivo a Prato. La vittoria fu appannaggio dell'italiano Danilo Barozzi, che completò il percorso in 5h48'20", alla media di 35,828 km/h, precedendo i connazionali Marcello Pellegrini e Angelo Conterno.

## Ordine d'arrivo (Top 10)
| Pos. | Corridore             | Squadra      | Tempo    |
| ---- | --------------------- | ------------ | -------- |
| 1    | Danilo Barozzi        | Atala        | 5h48'20" |
| 2    | Marcello Pellegrini   | Lygie        | s.t.     |
| 3    | Angelo Conterno       | Fréjus       | s.t.     |
| 4    | Gastone Nencini       | Legnano      | s.t.     |
| 5    | Alfredo Martini       | Atala        | s.t.     |
| 6    | Mario Piazzon         | Guerra-Ursus | s.t.     |
| 7    | Rolando Verdini       | Individuale  | s.t.     |
| 8    | Tranquillo Scudellaro | Legnano      | s.t.     |
| 9    | Giuseppe Buratti      | Urago        | s.t.     |
| 10   | Cesare Olmi           | Bottecchia   | s.t.     |